# Luciliocline piptolepis
Luciliocline piptolepis là một loài thực vật có hoa trong họ Cúc. Loài này được (Wedd.) M.O.Dillon & Sagást. mô tả khoa học đầu tiên năm 2003.